# (72012) Terute
(72012) Terute est un astéroïde de la ceinture principale.

## Description
(72012) Terute est un astéroïde de la ceinture principale. Il fut découvert le 4 décembre 2000 au Bisei Spaceguard Center par le programme BATTeRS. Il présente une orbite caractérisée par un demi-grand axe de 2,35 UA, une excentricité de 0,08 et une inclinaison de 5,3° par rapport à l'écliptique.

## Compléments